# Джим Вілсон
Джеймс Вілсон (англ. James Wilson) — американський музикант і співак, найбільш відомий як гітарист рок-гуртів Mother Superior  і Rollins Band. Вілсон відомий своїм душевним вокалом і потужною блюз-роковою грою на гітарі. Він також грає на гітарі та бас-гітарі з Даніелем Лануа (Daniel Lanois). Вілсон родом із Делаверу, але зараз мешкає в Лос-Анджелесі.

## Біографія
Вілсон народився в Делавері. 

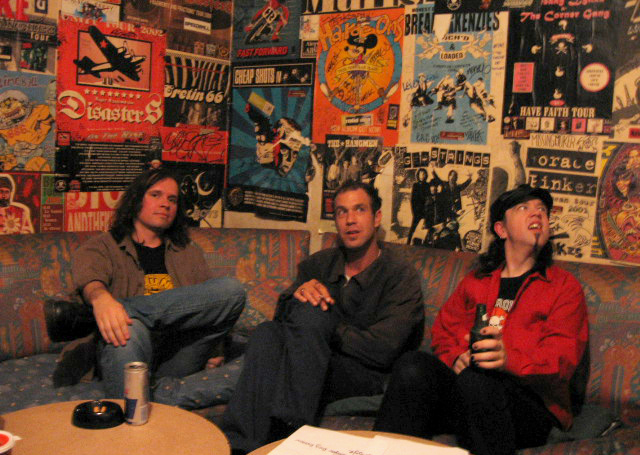
Вілсон (праворуч) з Mother Superior в 2006 році

Він є засновником і учасником блюз-рок тріо Mother Superior, яке як гурт працювало із Леммі (Lemmy), Queens of the Stone Age, Елісом Купером (Alice Cooper), Мітом Лофом (Meat Loaf), Еммілу Гарріс (Emmylou Harris), Anthrax, Вейном Крамером (Wayne Kramer), Джорджем Клінтоном (George Clinton) та з Іггі Попом (Iggy Pop). 
У 1999 році до них звернувся Генрі Роллінз з пропозицією реінкарнувати гурт Rollins Band і вони прийняли цю пропозицію. 
У 2007 році Mother Superior випустили свій восьмий студійний альбом Three Headed Dog.
У 2006, 2007, 2011 та 2014 роках гурт Mother Superior виступав і записувався разом з Даніелем Лануа.
Вілсон також виступав із Sparks наживо, зокрема у 2008 році під час Sparks Spectacular, де вони грали кожен зі своїх 21 альбомів повністю протягом 21 ночі в Лондоні.
Він гастролював з Даніелем Лануа. Згодом Вілсон став вокалістом Motor Sister. Склад Motor Sister: 
- Джим Вілсон — вокал;
- Скотт Ян (Scott Ian, виступав за Anthrax) — гітара;
- Джої Вера (Joey Vera, виступав за Armored Saint) — бас;
- Джон Темпеста (John Tempesta, виступав за The Cult) — барабани;
- Перл Едей (Pearl Aday) — вокал.

## Дискографія
Mother Superior
| Дата виходу | Назва                     | Лейбл              | Примітки                                             |
| ----------- | ------------------------- | ------------------ | ---------------------------------------------------- |
| 1993        | Right in a Row            | –                  | Самостійно записали вісім пісень                     |
| 1996        | The Heavy Soul Experience | Top Beat Records   |                                                      |
| 1997        | Kaleidescope              | Top Beat Records   |                                                      |
| 1998        | Deep                      | Top Beat Records   | Версія для Японії 1999 – Crown Records               |
| 2001        | Mother Superior           | Triple X Records   |                                                      |
| 2002        | Sin                       | Muscletone Records | Версія для Європи 2003 – Fargo                       |
| 2004        | 13 Violets                | Top Beat Records   | Версія для Європи 2004 – Fargo                       |
| 2005        | Moanin                    | Bad Reputation     | Перший запис із Меттом Теку (Matt Tecu) на барабанах |
| 2007        | Three Headed Dog          | Rosa Records       |                                                      |
| 2008        | Grande                    | Kicking Records    |                                                      |

Разом з Rollins Band
| Дата виходу | Назва                         | Лейбл             | Примітки                                                                       |
| ----------- | ----------------------------- | ----------------- | ------------------------------------------------------------------------------ |
| 2000        | Get Some Go Again             | DreamWorks        | Сингл "Get Some Go Again" був випущений в 2000 (B-side of "Don't Let This Be") |
| 2000        | A Clockwork Orange Stage      | 2.13.61 Records   | Наживо на фестивалі в Roskilde, Данія, 1 липня 2000                            |
| 2001        | Yellow Blues                  | 2.13.61 Records   | Уривки з репетицій Get Some Go Again                                           |
| 2001        | Nice                          | Sanctuary Records |                                                                                |
| 2001        | A Nicer Shade Of Red          | 2.13.61 Records   | Уривки з Nice                                                                  |
| 2002        | The Only Way To Know For Sure | Sanctuary Records | 2 диска. Запис наживо в The Metro в Чикаго 1-2березня 2002                     |
| 2002        | Rise Above                    | Sanctuary Records | 24 Black Flag songs to benefit the West Memphis Three                          |

Разом з Motor Sister
| Дата виходу | Назва | Лейбл       | Примітки                                                                        |
| ----------- | ----- | ----------- | ------------------------------------------------------------------------------- |
| 2015        | Ride  | Metal Blade | Склад Motor Sister: Джим Вілсон; Скотт Ян; Джой Вера; Джон Темпеста; Перл Адай. |